# لایه کنلی-هوی‌ساید

لایهٔ یونوسفری لایهٔ کنلی-هوی‌ساید به عنوان تابع زمان، روز یا شب.

لایهٔ کنلی-هِوی‌ساید یا لایهٔ سنگین که لایهٔ E هم نامیده می‌شود، (انگلیسی: Ultraviolet astronomy)، لایه‌ای از گاز یونیده‌ای است که تقریباً ۹۰ تا ۱۵۰ کیلومتر (۵۶ و ۹۳ مایل) از زمین - یکی از چند لایه در یونوسفر زمین است. این لایه که به‌عنوان منطقهٔ E نیز شناخته می‌شود بازتاب دهندهٔ موج‌های رادیویی متوسط است. به‌دلیل وجود این لایهٔ بازتابنده، امواج رادیویی زمینی می‌توانند پیوسته به دور افق به‌زمین برگردانده شوند و زمین را ترک نکنند. این تکنیک انتشار "skywave" یا "skip" از دههٔ ۱۹۲۰ برای ارتباط‌های رادیویی دور، تا فاصله‌های بین قاره‌ای استفاده شده‌است.
کارایی این پدیده همیشه یکسان نیست و در ساعت‌های شبانه‌روز متفاوت است. «روز بودن» انتشار موج‌های رادیویی را محدود می‌کند؛ در طول روز سمت زمین، بادهای خورشیدی، یونوسفر و لایهٔ کنلی-هِوی‌ساید را می‌فشارد و به سطح زمین نزدیک‌تر می‌کند، در نتیجه، دامنه‌ای که موج‌های رادیویی می‌توانند با انعکاس حرکت کنند، به‌شدت کاهش می‌یابد. وارونهٔ آن، در شب پیش می‌آید: پدیدهٔ «رو-پشت به‌باد» (lee). میزان تأثیر آن بیشتر وابسته به تأثیر فصلی و میزان فعالیت خورشید است.
این لایه به نام‌های پیش‌بینی‌کنندگان آن؛ آرتور ادوین کنلی و الیور هِوی‌ساید، نام‌گذاری شده‌است.

## تاریخچهٔ کشف
وجود چنین پدیده‌ای در سال ۱۹۰۲ به‌طور مستقل و تقریباً هم‌زمان توسط مهندس برق آمریکایی آرتور ادوین کنلی (۱۹۳۹–۱۸۶۱) و فیزیک‌دان انگلیسی الیور هویی‌ساید (۱۸۵۰–۱۹۲۵)؛ به‌عنوان توضیحی برای انتشار موج‌های رادیویی فراتر از افق، که گولیلمو مارکونی در سال ۱۹۰۱ مشاهده کرده‌بود، پیش‌بینی شد. با این حال، تا سال ۱۹۲۴، که دانشمند اهل بریتانیا ادوارد ویکتور اپلتون وجود آن نشان داده شد زمان برد و او جایزه نوبل فیزیک سال ۱۹۴۷ را به همین مناسبت دریافت کرد.
فیزیک‌دانان به دلیل بسیار خوبی که داشتند، در برابر ایدهٔ وجود «لایهٔ بازتابنده» مقاومت می‌کردند و آن نیاز به بازتاب کلی داخلی، که آن‌هم به نوبهٔ خود، نیاز به سرعت نور در یونوسفر، بیشتر از اتمسفر در زیر آن داشت، بود. از آن‌جا که سرعت در لایهٔ اتمسفر زیر اساساً همان سرعت نور در یک خلأ ("c") است، دانشمندان نمی‌خواستند باور کنند که سرعت در یونوسفر می‌تواند از آن بالاتر باشد. با این وجود، مارکونی سیگنال‌هایی که در انگلستان پخش شده بودند را، در نیوفاندلند دریافت کرده بود؛ بنابراین بایستی مکانیسمی در کار باشد که توانسته این انتقال به این دوری را امکان‌پذیر کرده باشد. این معما با کشف این که دو سرعت نور؛ یکی سرعت فاز نور و دیگری سرعت گروهی آن، وجود دارد. سرعت فاز می‌تواند در واقع می‌تواند از c بیشتر باشد، اما سرعت گروه؛ که قادر به حمل و انتقال اطلاعات است، بر پایهٔ نسبیت خاص، نمی‌تواند از c بیشتر باشد. سرعت فاز برای امواج رادیویی در یونوسفر در حقیقت بیشتر از c است و بازتاب کل داخلی را ممکن می‌سازد و بنابراین یونوسفر می‌تواند موج‌های رادیویی را بازتاب دهد. این میانگین هندسی سرعت فاز و سرعت گروه است که نمی‌تواند بیش از c باشد، بنابراین وقتی سرعت فاز بالاتر از c است، سرعت گروه باید زیر آن باشد.

## نام
در سال ۱۹۱۰، ویلیام اکسل نام لایهٔ هوی‌ساید "Heaviside Layer" را برای لایهٔ بازتابنده رادیویی در اتمسفر بالا پیشنهاد کرد.